# Кешкек
Кешкек (тур. keşkek) — церемониальное блюдо из мяса или курицы с пшеницей или ячменём, относящееся к турецкой, армянской, иранской и греческой кухням.
В 2011 году ЮНЕСКО объявило кешкек шедевром нематериального культурного наследия Турции.

## История
Приготовление кешкека задокументировано в Иране и Сирии ещё в XV веке, и до сих пор оно популярно среди иранцев по всему миру. Истоки этого блюда, в конечном счете, ведут к курту, который в XVI—XVIII веках в Иране смешивали с пшеничной или ячменной мукой и мясом в равных частях. Кешкек — традиционное блюдо для свадебного завтрака в Турции. Под названием κεσκέκ, κεσκέκι и κισκέκ он известен как праздничное блюдо на Лесбосе и Самосе, а также среди понтийских греков и в Эпире.
На Лесбосе кешкек готовится в летние ночи, когда забивают церемониального быка, затем его мясо используется при приготовлении, а на следующий день блюдо едят с пшеницей.
Кешкек носит название haşıl на северо-востоке и средней Анатолии в Турции. В Турции и Иране это традиционное блюдо любят и часто употребляют во время религиозных праздников, на свадьбах или похоронах.
Славянское слово каша может быть заимствовано из персидского кишк, или оба они могут быть однокоренными санскритскому слову кашая, означающему целебный напиток.